# Elizabeth Mavor
Elizabeth Mavor (Glasgow, 17 de diciembre de 1927 – 22 de mayo de 2013) fue una novelista y biógrafa británica.
Es conocida sobre todo como novelista, y su libro más recordado es el de A Green Equinox (1973). Su ttrabajo como historiadora y biógrafa incluye The Ladies of Llangollen y Fanny Kemble: The American Journals.
Se casó con el ilustrador Haro Hodson, con el que tuvo dos hijos y vivieron en Oxfordshire. 